# عمار الباشا
عمار يسري الباشا هو لاعب كرة قدم سعودي يلعب حاليًا في نادي العدالة.

## الحياة الشخصية
عمار هو ابن اللاعب الدولي السعودي السابق يسري الباشا.